# Mala Oleksandrivka, Bârzula
Mala Oleksandrivka (în ucraineană Мала Олександрівка) este un sat în comuna Cuialnic din raionul Bârzula, regiunea Odesa, Ucraina.

## Demografie
Componența lingvistică a localității Mala Oleksandrivka
     Ucraineană (75,54%)
     Română (13,3%)
     Rusă (1,72%)
Conform recensământului din 2001, majoritatea populației localității Mala Oleksandrivka era vorbitoare de ucraineană (75,54%), existând în minoritate și vorbitori de română (13,3%) și rusă (1,72%).

## Vezi și
- Românii de la est de Nistru